# فلاديمير ليونتيفتش كوماروف
فلاديمير ليونتيفتش كوماروف (1869-1945) (بالإنجليزية: Vladimir Leontyevich Komarov)‏ هو عالم نبات روسي. كان محررًا بارزًا في نشرة نباتات الاتحاد السوفياتي Flora SSSR حتى وفاته في عام 1945 وشمل ذلك 30 مجلداً كاملاً نشرت في الفترة بين 1934-1960. انتخب عضواً مراسلاً للأكاديمية الروسية للعلوم في عام 1914 ثم عضواً كامل العضوية في عام 1920. وشغل منصب رئيس أكاديمية العلوم في الاتحاد السوفياتي في فترة 1936-1945.
تمت تسمية معهد كوماروف لعلم النبات وحديقة كوماروف النباتية المرتبطة به في سانت بطرسبرغ تكريماً له.

## نباتات وصفها فلاديمير ليونتيفتش كوماروف
- تفاح سيبيري
- حور آموري
- حور باميري
- حور بايكالي
- حور خلاني
- زنبق ساجد
- متلألئة رؤيسية

| سبقه ألكسندر كاربنسكي | رئيس أكاديمية العلوم للاتحاد السوفييتي 1936–1945 | تبعه سيرغي فافيلوف |